# Lowther, Cumbria
Lowther är en by och en civil parish i Cumbria i England. Orten har 402 invånare (2001). Den har en kyrka och ett slott.